# Magomed Ramazanov
Magomed Eldarovich Ramazanov (født 22. maj 1993 i Dagestan) er en russisk-født bulgarsk bryder, der konkurrerer i fristil.
Ramazanov repræsenterede Bulgarien ved Sommer-OL 2024 og vandt guldmedalje i 86 kg-klassen.